# Sarnath Museum

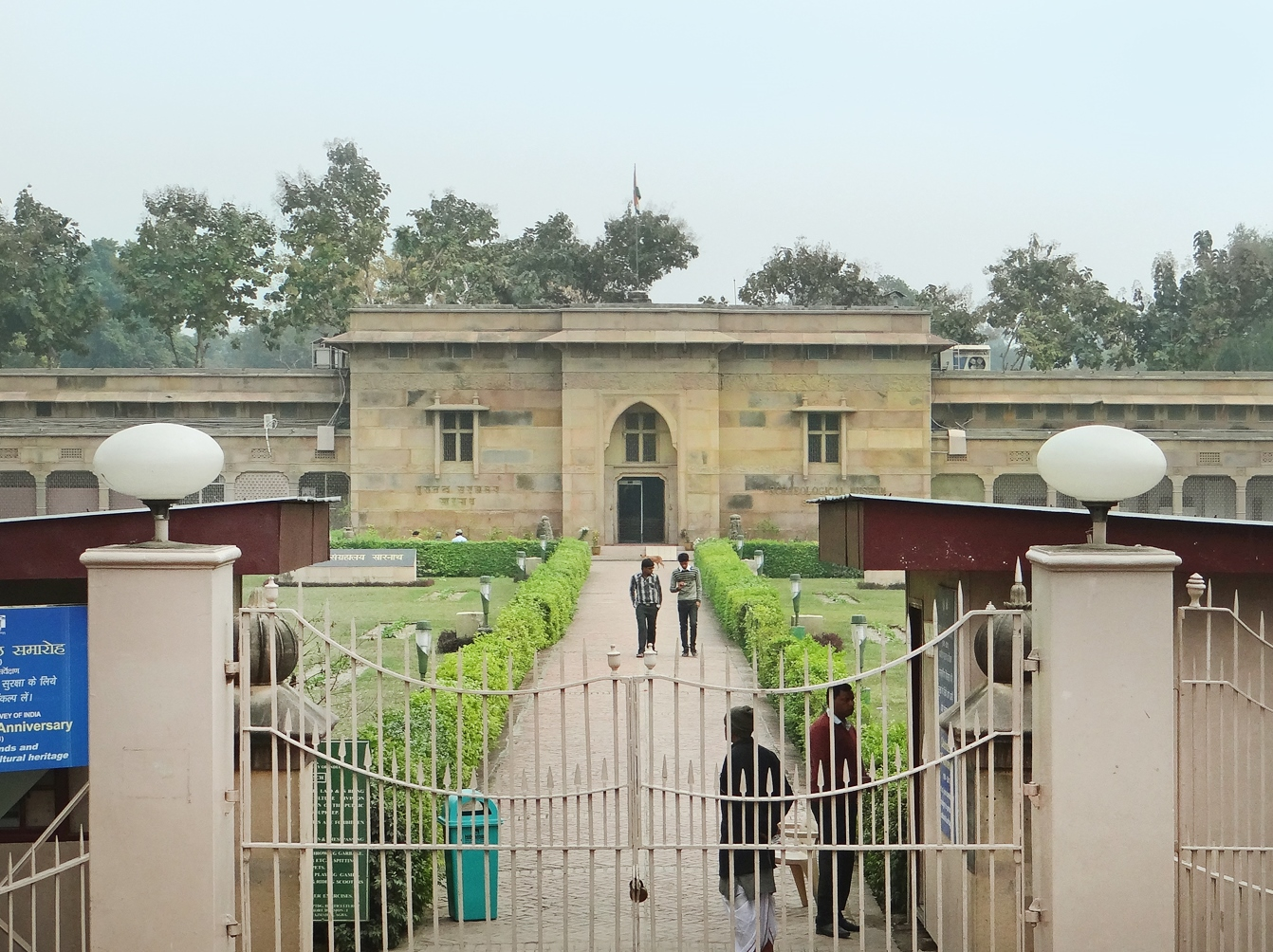
Sarnath Museum

Das Sarnath Museum oder Archaeological Museum Sarnath enthält ausschließlich Fundstücke aus der buddhistischen Ausgrabungsstätte von Sarnath; es ist eins der meistbesuchten Museen Indiens. Der Gazellenpark von Sarnath gilt als der Ort, wo Buddha nach seiner Erleuchtung unter dem Bodhi-Baum von Bodhgaya erstmals die Erkenntnisse seiner Wanderungen, asketischen Übungen und Meditationen in Worte fasste und seinen Schülern Kaundinya, Vappa, Bhadriya, Mahanaman und Asvajit mitteilte.

## Lage

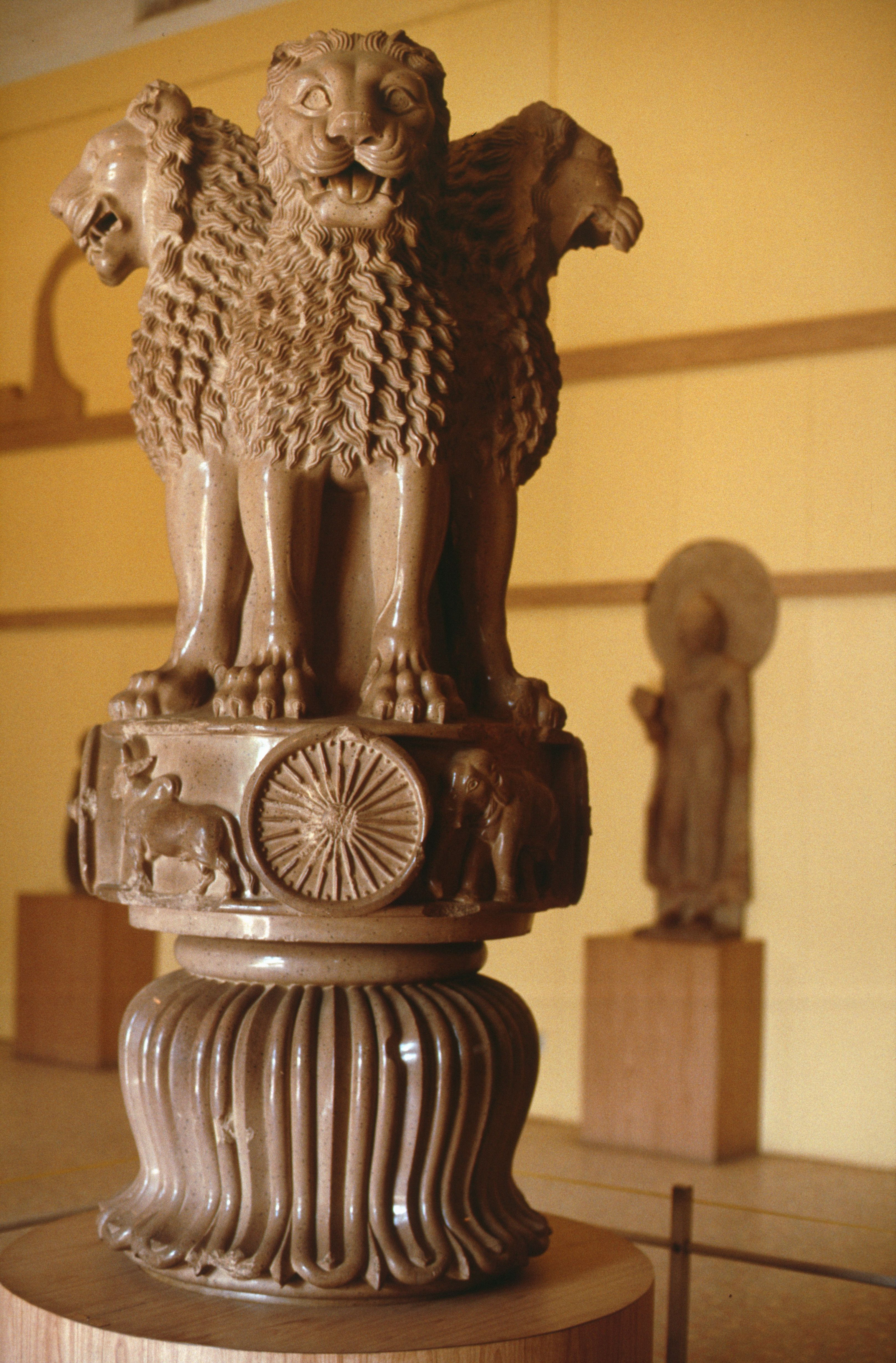
Löwenkapitell im Sarnath Museum

Das Museum befindet sich bei der ca. 80 m hoch gelegenen buddhistischen Ausgrabungsstätte von Sarnath ca. 10 km nordöstlich der am Ganges gelegenen Stadt Varanasi.

## Geschichte
In Sarnath hatten seit 1835 mehrere Ausgrabungskampagnen stattgefunden, bei denen eine große Zahl von Statuen, Reliefs etc. entdeckt wurde. Auf Initiative des damaligen Direktors des Archaeological Survey of India Sir John Marshall wurde im Jahr 1905 mit den Planungen für ein Museum bei der Ausgrabungsstätte von Sarnath begonnen, welches im Jahr 1910 bezugsfertig war.

## Exponate
Das Museum präsentiert zahlreiche Exponate aus der buddhistischen Ära von Sarnath (ca. 3. Jahrhundert v. Chr. bis 12. Jahrhundert n. Chr.). Besonders hervorzuheben ist eine ca. 1,20 m hohe Reliefstatue des lehrenden Buddha aus der Gupta-Zeit, aber auch das aus dem 3. Jahrhundert v. Chr. stammende feinpolierte und trotz einiger Beschädigungen immer noch eindrucksvolle Löwenkapitell auf einer Ashoka-Säule ist von außergewöhnlicher kunsthandwerklicher Perfektion. Mehrere stehende Buddha-Figuren mit Ehrenschirmen (chhatras) befinden sich in der großen Eingangshalle.
Seit dem 8. und 9. Jahrhundert fand ein Wiedererstarken des Hinduismus in Nordindien statt und Buddha wurde als 9. Inkarnation Vishnus in das hinduistische Pantheon aufgenommen; so finden sich auch einige hinduistische Götterfiguren, die wohl als Votivgaben hierher gebracht wurden, unter den Exponaten des Museums.

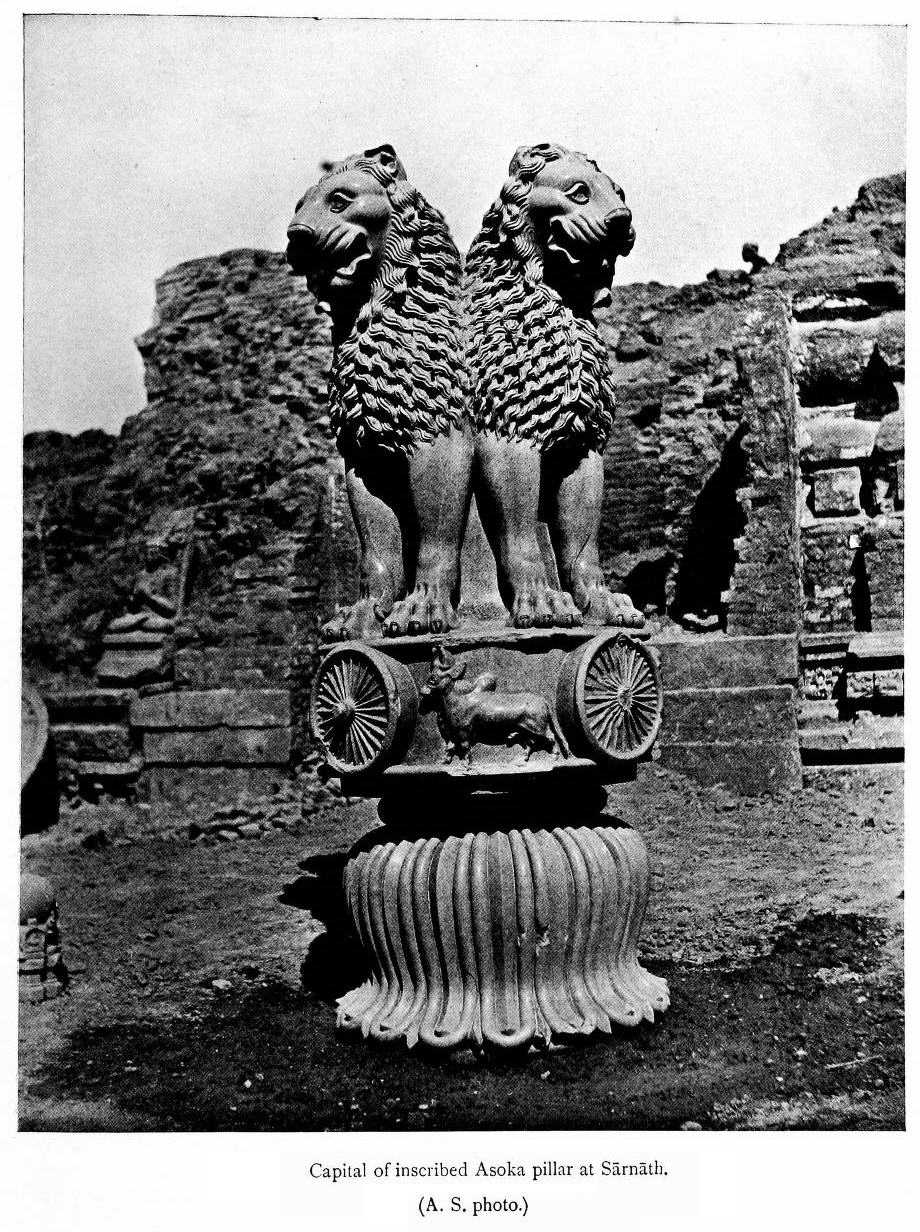
Löwenkapitell (Foto um 1905)
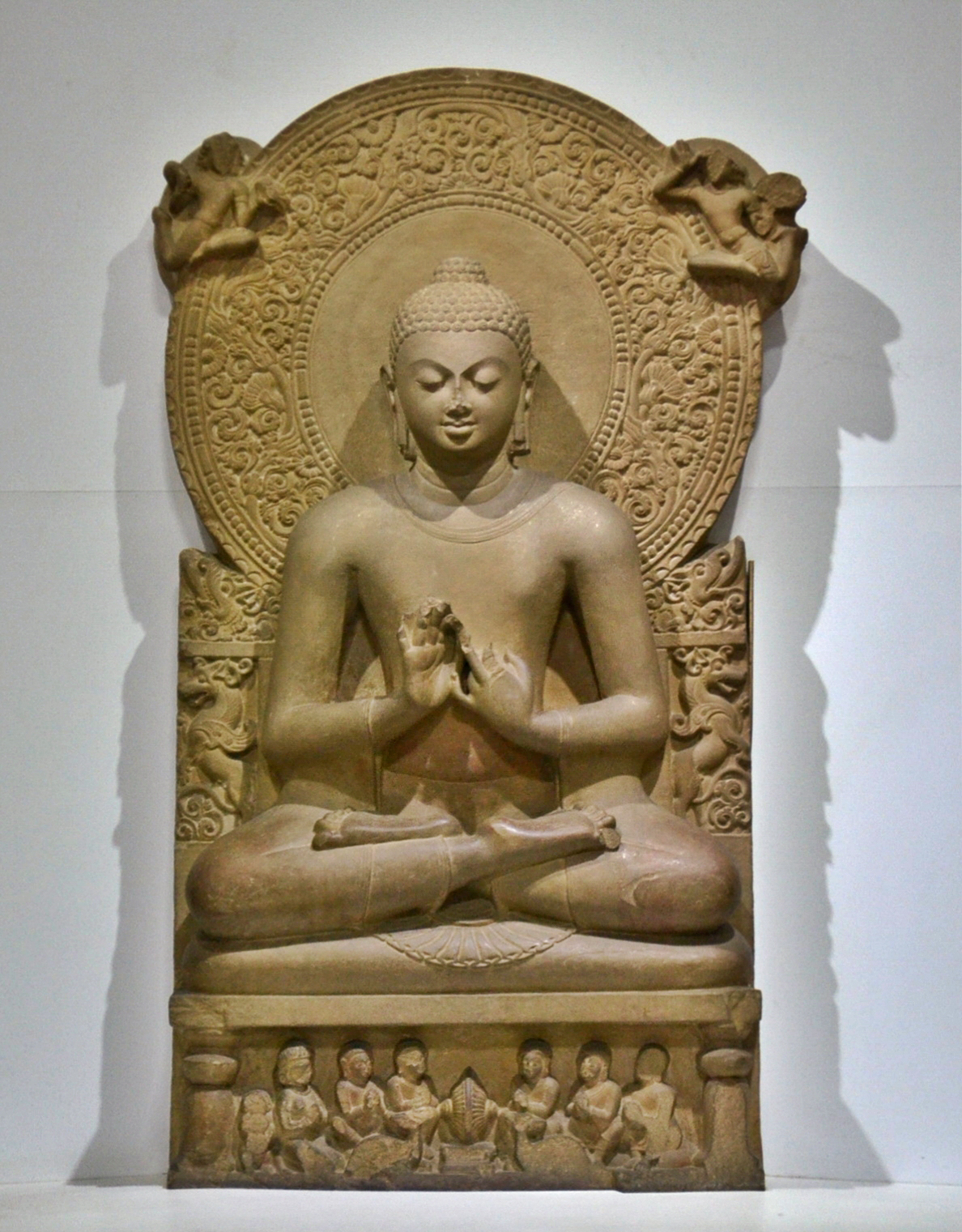
Buddha mit Lehrgestus
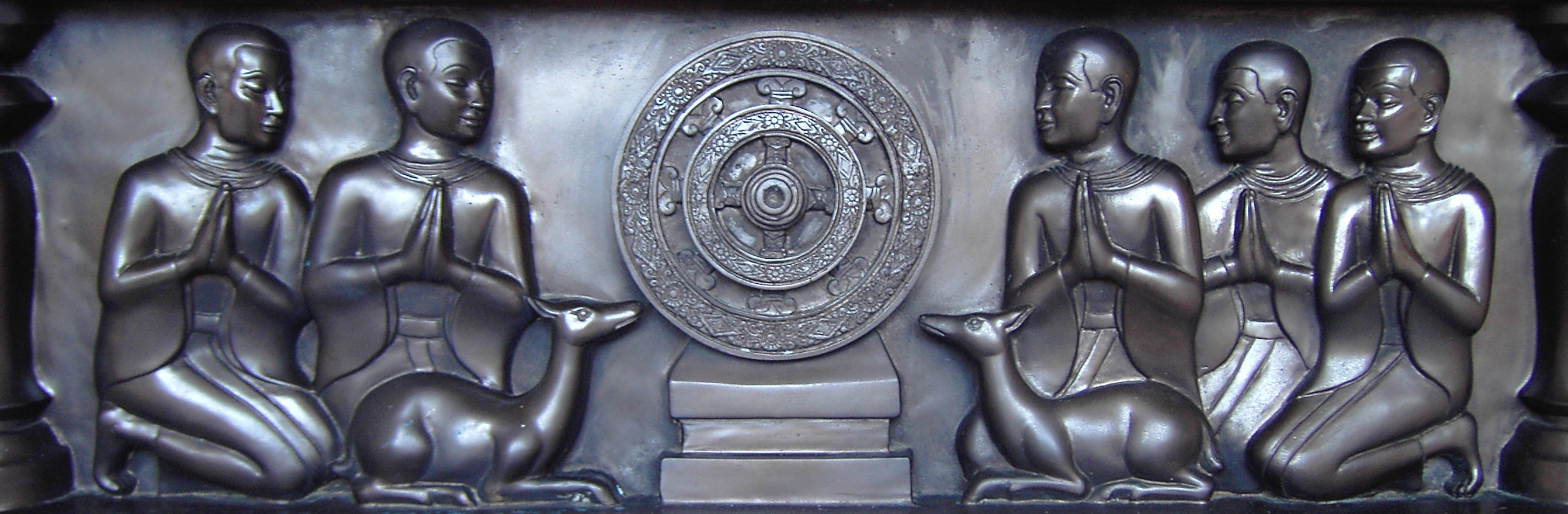
Schüler im Gazellenpark von Sarnath beten Buddha in Gestalt des Rades der Lehre an